# Канева
Канева (итал. Caneva) је насеље у Италији у округу Порденоне, региону Фурланија-Јулијска крајина.
Према процени из 2011. у насељу је живело 6224 становника. Насеље се налази на надморској висини од 44 м.

## Становништво
| 1931. | 1936. | 1951. | 1961. | 1971. | 1981. | 1991. | 2001. | 2011. |
| ----- | ----- | ----- | ----- | ----- | ----- | ----- | ----- | ----- |
| 7.219 | 6.416 | 7.172 | 6.830 | 6.423 | 6.443 | 6.218 | 6.323 | 6.504 |